# لی ونچوان
لی ونچوان (انگلیسی: Li Wenquan؛ زادهٔ ۱۸ ژانویهٔ ۱۹۸۶) کماندار اهل چین است.